# Fukuyama
Fukuyama (福山市 Fukuyama-shi?) este un municipiu din Japonia, prefectura Hiroshima.